# Hitzone 57
Radio 538 Hitzone 57 is een verzamelalbum. Het album, onderdeel van de serie Hitzone, werd op 14 april 2011 uitgegeven door de Nederlandse radiozender Radio 538.
In de week vóór de release werden meer dan 25.000 exemplaren van het album uitgeleverd aan platenwinkels. Hierdoor behaalde het album op de dag van de release de status goud. Radio 538 Hitzone 57 belandde op de 1e plaats in de Compilation Top 30 en wist deze positie negen weken te behouden. Het album stond tevens een week op de 1e plaats in de CombiAlbum Top 100.

## Nummers
| Nr. | Titel                         | Uitvoerend artiest              | Duur |
| --- | ----------------------------- | ------------------------------- | ---- |
| 1.  | Set Fire to the Rain          | Adele                           | 4:02 |
| 2.  | Happiness                     | Alexis Jordan                   | 4:04 |
| 3.  | On the Floor                  | Jennifer Lopez feat. Pitbull    | 3:53 |
| 4.  | Yeah 3x                       | Chris Brown                     | 4:02 |
| 5.  | Price Tag                     | Jessie J                        | 3:10 |
| 6.  | Who's That Chick?             | David Guetta feat. Rihanna      | 3:22 |
| 7.  | Fuckin' Perfect               | P!nk                            | 3:35 |
| 8.  | Beter                         | BLØF                            | 3:36 |
| 9.  | Foxy Lady                     | Alain Clark                     | 3:31 |
| 10. | King of Anything              | Sara Bareilles                  | 3:30 |
| 11. | Sun Is Up                     | Inna                            | 3:45 |
| 12. | Mr. Saxobeat                  | Alexandra Stan                  | 3:16 |
| 13. | Je vecht nooit alleen         | 3JS                             | 3:07 |
| 14. | Embrace                       | Dazzled Kid                     | 2:47 |
| 15. | Just Can't Get Enough         | The Black Eyed Peas             | 3:42 |
| 16. | This Town                     | Dotan                           | 4:32 |
| 17. | Street Dancer                 | Avicii                          | 2:56 |
| 18. | Kom maar op (Vrij)            | Marco Borsato & Lange Frans     | 3:02 |
| 19. | Never Gonna Leave This Bed    | Maroon 5                        | 3:19 |
| 20. | Blow                          | Ke$ha                           | 3:42 |
| 21. | C'Mon (Catch 'em by Surprise) | Tiësto vs. Diplo & Busta Rhymes | 3:35 |
| 22. | You and I Both                | Dean Saunders                   | 3:03 |

| Nr. | Titel                     | Uitvoerend artiest                              | Duur |
| --- | ------------------------- | ----------------------------------------------- | ---- |
| 1.  | Born This Way             | Lady Gaga                                       | 4:22 |
| 2.  | Grenade                   | Bruno Mars                                      | 3:43 |
| 3.  | S&M                       | Rihanna                                         | 4:05 |
| 4.  | Higher                    | Taio Cruz feat. Travie McCoy                    | 3:40 |
| 5.  | Killer Bee                | Anouk                                           | 3:01 |
| 6.  | Coming Home               | Diddy-Dirty Money feat. Skylar Grey             | 4:01 |
| 7.  | Animal                    | Neon Trees                                      | 3:08 |
| 8.  | Hold It Against Me        | Britney Spears                                  | 3:51 |
| 9.  | Gregory’s Theme           | Basto!                                          | 2:56 |
| 10. | Nothing                   | The Script                                      | 4:33 |
| 11. | Los van de grond          | Jeroen van der Boom & Leonie Meijer             | 3:25 |
| 12. | I Wrote the Book          | Beth Ditto                                      | 3:26 |
| 13. | E.T.                      | Katy Perry                                      | 3:52 |
| 14. | Last Night                | Ian Carey feat. Bobby Anthony & Snoop Dogg      | 3:11 |
| 15. | It's OK                   | Cee Lo Green                                    | 3:48 |
| 16. | Rocketeer                 | Far East Movement feat. Ryan Tedder             | 3:33 |
| 17. | I'm Alive                 | Don Fardon                                      | 2:33 |
| 18. | Drowning                  | Armin van Buuren feat. Laura V                  | 2:46 |
| 19. | Kill for a Broken Heart   | Ben Saunders                                    | 3:28 |
| 20. | You and Me (In My Pocket) | Milow                                           | 3:18 |
| 21. | Faster                    | Within Temptation                               | 3:17 |
| 22. | Ik ga hard                | The Partysquad feat. Gers, Jayh, Adje & Reverse | 3:06 |